# 1543
Il 1543 (MDXLIII in numeri romani) è un anno  del XVI secolo.

## Eventi
- Prima edizione del De humani corporis fabrica di Andrea Vesalio. Primi passi dell'anatomia scientifica. I disegni sono del fiammingo Jan Stefan.
- Viene pubblicato il Beneficio di Christo.
- 1º febbraio – L'inquisizione di Venezia ordina l'arresto di un libraio accusato di aver venduto libri eretici.
- 24 maggio – Viene pubblicato il trattato De revolutionibus orbium coelestium di Copernico, in cui si presenta per la prima volta il sistema eliocentrico.
- 23 settembre – Fernão Mendes Pinto giunge accidentalmente in Giappone, sull'isola di Tanegashima a bordo di una giunca cinese pirata. Primo contatto assoluto tra europei e giapponesi, con conseguente introduzione delle armi da fuoco (nello specifico l'archibugio) in quelle terre.

## Nati

### Gennaio
- 7 gennaio - Elena d'Asburgo, austriaca († 1574)
- 7 gennaio - Antonio Veneziano, poeta italiano († 1593)
- 31 gennaio - Tokugawa Ieyasu, militare giapponese († 1616)

### Febbraio
- 4 febbraio - Giovanni Francesco Fara, spagnolo († 1591)
- 4 febbraio - Johannes Heurnius, medico e naturalista olandese († 1601)
- 10 febbraio - Fulvia da Correggio, nobildonna italiana († 1590)
- 11 febbraio - Francesco Pucci, filosofo e letterato italiano († 1597)
- 16 febbraio - Kanō Eitoku, pittore giapponese († 1590)
- 18 febbraio - Carlo III di Lorena, nobile († 1608)
- 20 febbraio - Kōsa, monaco buddista giapponese († 1592)

### Marzo
- 7 marzo - Giovanni Casimiro del Palatinato-Lautern, nobile tedesco († 1592)

### Aprile
- 1º aprile - François de Bonne de Lesdiguières, militare francese († 1626)
- 5 aprile - Timoleone di Cossé, nobile e militare francese († 1569)
- 8 aprile - Konrad Schlüsselburg, teologo tedesco († 1619)
- 11 aprile - Giorgio Giovanni I del Palatinato-Veldenz, nobile tedesco († 1592)

### Maggio
- 2 maggio - Jan Moretus, tipografo fiammingo († 1610)
- 10 maggio - Ottavio Gonzaga, nobile e militare italiano († 1583)

### Giugno
- 29 giugno - Cristina d'Assia, nobile tedesca († 1604)

### Agosto
- 21 agosto - Giovanni Bembo, doge († 1618)

### Settembre
- 14 settembre - Claudio Acquaviva, gesuita italiano († 1615)
- 29 settembre - Giovanni di Cosimo I de' Medici, cardinale italiano († 1562)

### Ottobre
- 23 ottobre - Juan de la Cueva, poeta e drammaturgo spagnolo († 1612)
- 28 ottobre - Michele Ruggieri, gesuita, missionario e linguista italiano († 1607)

### Novembre
- 8 novembre - Lettice Knollys, nobildonna inglese († 1634)

### Dicembre
- 3 dicembre - Ferdinando Farnese, vescovo cattolico e diplomatico italiano († 1606)
- 3 dicembre - Alessandro Riario, cardinale e patriarca cattolico italiano († 1585)

### Senza giorno specificato
- Eleonora degli Albizi, nobildonna italiana († 1634)
- Gerolamo Assereto, doge († 1627)
- Giovanni I di Braganza, nobile († 1583)
- Marsilio Cagnati, filosofo, medico e naturalista italiano († 1612)
- Taddeo Carlone, scultore e architetto svizzero († 1615)
- Claudia Caterina di Clermont, nobildonna francese († 1603)
- Date Terumune, militare giapponese († 1585)
- Thomas Deloney, scrittore inglese († 1600)
- Ambroise Duboise, pittore francese
- Alessandro Fei, pittore italiano († 1592)
- Alfonso Ferrabosco l'Anziano, compositore italiano († 1588)
- Domenico Fontana, architetto svizzero († 1607)
- Alessandro Franceschi, vescovo cattolico italiano († 1601)
- Johann Thomas Freig, filosofo tedesco († 1583)
- Coriolano Garzadori, vescovo cattolico e diplomatico italiano († 1618)
- Leonardo Garzoni, scienziato e gesuita italiano († 1592)
- Marcantonio Gonzaga, vescovo cattolico italiano († 1592)
- Prospero Gonzaga, nobile italiano († 1614)
- Francesco Grimaldi, architetto e religioso italiano († 1613)
- Douglas Howard, nobildonna inglese († 1608)
- Hümaşah Sultan, principessa ottomana († 1582)
- Ichijō Kanesada, militare giapponese († 1585)
- Kinoshita Iesada, militare giapponese († 1608)
- Giovanni Francesco Leone, vescovo cattolico italiano († 1613)
- Maeda Toshimasu, militare giapponese († 1612)
- Cutberto Mayne, presbitero inglese († 1577)
- Camillo de' Medici di Gragnano, nobile, giurista e avvocato italiano († 1598)
- Quentin Metsys il Giovane, pittore fiammingo († 1589)
- Nicolas de Neufville de Villeroy, politico e nobile francese († 1617)
- Anthonis van Obbergen, architetto fiammingo († 1611)
- Antonio Persio, filosofo italiano († 1612)
- Satomi Yoshiyori, militare giapponese († 1587)
- Regner Sixtinus, giurista tedesco († 1617)
- Sönam Gyatso, monaco buddhista tibetano († 1588)
- Tiburzio Spannocchi, architetto e ingegnere italiano († 1606)
- Tamura Naomasa, militare giapponese († 1609)
- James Tyrie, teologo scozzese († 1597)
- Utsunomiya Hirotsuna, militare giapponese († 1576)
- Costanzo Varolio, anatomista italiano († 1575)
- Antonio d'Aragona Cardona, nobile e militare italiano († 1584)
- Alonso de Espinosa, religioso e missionario spagnolo († 1616)
- Karl von Mansfeld, generale tedesco († 1595)
- Şah Sultan, principessa ottomana († 1580)

## Morti

### Gennaio
- 2 gennaio - Bonifacio Ferrero, cardinale e vescovo cattolico italiano (n. 1476)
- 3 gennaio - Juan Rodríguez Cabrillo, esploratore portoghese (n. 1499)
- 9 gennaio - Guillaume du Bellay, storico e funzionario francese (n. 1491)
- 16 gennaio - Lucina Savorgnan, nobile italiana
- 18 gennaio - Cristina Ciccarelli, monaca cristiana italiana (n. 1480)
- 29 gennaio - Nagao Tamekage, militare giapponese

### Febbraio
- 15 febbraio - Johannes Eck, teologo tedesco (n. 1486)
- 21 febbraio - Aḥmad Grāñ b. Ibrāhīm, militare somalo (n. 1506)

### Marzo
- 6 marzo - Baccio d'Agnolo, architetto e scultore italiano (n. 1462)
- 30 marzo - Cesare Cesariano, pittore e architetto italiano (n. 1475)

### Aprile
- 15 aprile - Francesco da Milano, compositore italiano (n. 1497)
- 15 aprile - Christoph von Stadion, umanista e vescovo cattolico tedesco (n. 1478)
- 23 aprile - Susanna di Baviera, nobile (n. 1502)

### Maggio
- 24 maggio - Niccolò Copernico, astronomo, matematico e religioso polacco (n. 1473)

### Giugno
- 1º giugno - Philippe de Chabot, ammiraglio francese (n. 1492)
- 4 giugno - Gabriele Tadino, militare e ingegnere italiano
- 12 giugno - François de Montholon, giurista e politico francese
- 25 giugno - Giovanni Mangone, architetto e scultore italiano
- 27 giugno - Agnolo Firenzuola, scrittore italiano (n. 1493)

### Luglio
- 19 luglio - Maria Bolena, nobildonna inglese (n. 1499)

### Agosto
- 1º agosto - Magnus I di Sassonia-Lauenburg, duca (n. 1488)
- 7 agosto - Jean Le Veneur, cardinale e vescovo cattolico francese (n. 1473)
- 17 agosto - Antonio Sanseverino, cardinale e arcivescovo cattolico italiano (n. 1477)
- 29 agosto - Maria di Jülich-Berg, nobile tedesca (n. 1491)

### Settembre
- 20 settembre - Thomas Manners, I conte di Rutland, nobile inglese (n. 1492)
- 23 settembre - Giovanna di Hochberg, nobile svizzera (n. 1485)
- 26 settembre - Francesco Corner, cardinale e vescovo cattolico italiano (n. 1478)

### Ottobre
- 3 ottobre - Camilla de' Rossi, nobile italiana (n. 1516)

### Novembre
- 7 novembre - Şehzade Mehmed, principe ottomano (n. 1521)
- 10 novembre - Felipe Bigarny, scultore e architetto spagnolo (n. 1475)
- 10 novembre - Matthäus Aurogallus, linguista e ebraista tedesco (n. 1490)
- 13 novembre - Ferdinando I Folch de Cardona, militare spagnolo (n. 1469)
- 27 novembre - Girolamo Grimaldi, cardinale italiano
- 30 novembre - Francesco Granacci, pittore italiano (n. 1469)

### Dicembre
- 12 dicembre - Maria Salviati (n. 1499)
- 25 dicembre - Alberto Pasquale, vescovo cattolico e letterato italiano (n. 1487)
- 27 dicembre - Giorgio di Brandeburgo-Ansbach, nobile (n. 1484)
- 27 dicembre - Sigismondo I Malatesta, condottiero italiano (n. 1498)
- 30 dicembre - Gian Matteo Giberti, vescovo cattolico italiano (n. 1495)

### Senza giorno specificato
- Batumöngke Dayan Khan,  mongolo (n. 1464)
- Francesco II de Tassis, nobile (n. 1514)
- Ruganzu II Ndoli, re ruandese
- Girolamo Amadei, teologo italiano (n. 1483)
- Giovanni Borgia Enriquez, nobile, letterato e militare spagnolo (n. 1493)
- Giuliano Castellani, pittore italiano
- Heinrich Douvermann, scultore tedesco (n. 1480)
- Antonino Giuffré, pittore italiano
- Gendün Gyatso,  tibetano (n. 1475)
- Melchior Hoffmann, religioso tedesco (n. 1495)
- Hans Holbein il Giovane, pittore e incisore svizzero
- Angelo Ignannino, compositore italiano (n. 1475)
- Klemens Janicki, poeta polacco (n. 1516)
- Asakura Kagetaka, militare giapponese (n. 1495)
- Giampaolo I Meli Lupi, nobile italiano
- Caremolo Modrone,  italiano (n. 1489)
- Maffeo Olivieri, scultore e intagliatore italiano (n. 1484)
- Costantino Paleologo, nobile greco
- Giovan Battista Pio, umanista, poeta e filologo italiano (n. 1460)
- Ludwig Senfl, compositore svizzero (n. 1486)
- Cristoforo II Torelli, conte
- Tsuruhime,  giapponese (n. 1526)
- Baldassarre Turini, presbitero italiano (n. 1486)
- Trussardo da Calepio II, politico e militare italiano
- Cristóbal de Andino, scultore e architetto spagnolo (n. 1480)

## Calendario
| Calendario 1543 | Calendario 1543 | Calendario 1543 | Calendario 1543 | Calendario 1543 | Calendario 1543 | Calendario 1543 | Calendario 1543 | Calendario 1543 | Calendario 1543 | Calendario 1543 | Calendario 1543 | Calendario 1543 | Calendario 1543 | Calendario 1543 | Calendario 1543 | Calendario 1543 | Calendario 1543 | Calendario 1543 | Calendario 1543 | Calendario 1543 | Calendario 1543 | Calendario 1543 | Calendario 1543 | Calendario 1543 | Calendario 1543 | Calendario 1543 | Calendario 1543 | Calendario 1543 | Calendario 1543 | Calendario 1543 | Calendario 1543 | Calendario 1543 |
| --------------- | --------------- | --------------- | --------------- | --------------- | --------------- | --------------- | --------------- | --------------- | --------------- | --------------- | --------------- | --------------- | --------------- | --------------- | --------------- | --------------- | --------------- | --------------- | --------------- | --------------- | --------------- | --------------- | --------------- | --------------- | --------------- | --------------- | --------------- | --------------- | --------------- | --------------- | --------------- | --------------- |
|                 | 1               | 2               | 3               | 4               | 5               | 6               | 7               | 8               | 9               | 10              | 11              | 12              | 13              | 14              | 15              | 16              | 17              | 18              | 19              | 20              | 21              | 22              | 23              | 24              | 25              | 26              | 27              | 28              | 29              | 30              | 31              |                 |
| Gennaio         | Lu              | Ma              | Me              | Gi              | Ve              | Sa              | Do              | Lu              | Ma              | Me              | Gi              | Ve              | Sa              | Do              | Lu              | Ma              | Me              | Gi              | Ve              | Sa              | Do              | Lu              | Ma              | Me              | Gi              | Ve              | Sa              | Do              | Lu              | Ma              | Me              |                 |
| Febbraio        | Gi              | Ve              | Sa              | Do              | Lu              | Ma              | Me              | Gi              | Ve              | Sa              | Do              | Lu              | Ma              | Me              | Gi              | Ve              | Sa              | Do              | Lu              | Ma              | Me              | Gi              | Ve              | Sa              | Do              | Lu              | Ma              | Me              |                 |                 |                 |                 |
| Marzo           | Gi              | Ve              | Sa              | Do              | Lu              | Ma              | Me              | Gi              | Ve              | Sa              | Do              | Lu              | Ma              | Me              | Gi              | Ve              | Sa              | Do              | Lu              | Ma              | Me              | Gi              | Ve              | Sa              | Do              | Lu              | Ma              | Me              | Gi              | Ve              | Sa              |                 |
| Aprile          | Do              | Lu              | Ma              | Me              | Gi              | Ve              | Sa              | Do              | Lu              | Ma              | Me              | Gi              | Ve              | Sa              | Do              | Lu              | Ma              | Me              | Gi              | Ve              | Sa              | Do              | Lu              | Ma              | Me              | Gi              | Ve              | Sa              | Do              | Lu              |                 |                 |
| Maggio          | Ma              | Me              | Gi              | Ve              | Sa              | Do              | Lu              | Ma              | Me              | Gi              | Ve              | Sa              | Do              | Lu              | Ma              | Me              | Gi              | Ve              | Sa              | Do              | Lu              | Ma              | Me              | Gi              | Ve              | Sa              | Do              | Lu              | Ma              | Me              | Gi              |                 |
| Giugno          | Ve              | Sa              | Do              | Lu              | Ma              | Me              | Gi              | Ve              | Sa              | Do              | Lu              | Ma              | Me              | Gi              | Ve              | Sa              | Do              | Lu              | Ma              | Me              | Gi              | Ve              | Sa              | Do              | Lu              | Ma              | Me              | Gi              | Ve              | Sa              |                 |                 |
| Luglio          | Do              | Lu              | Ma              | Me              | Gi              | Ve              | Sa              | Do              | Lu              | Ma              | Me              | Gi              | Ve              | Sa              | Do              | Lu              | Ma              | Me              | Gi              | Ve              | Sa              | Do              | Lu              | Ma              | Me              | Gi              | Ve              | Sa              | Do              | Lu              | Ma              |                 |
| Agosto          | Me              | Gi              | Ve              | Sa              | Do              | Lu              | Ma              | Me              | Gi              | Ve              | Sa              | Do              | Lu              | Ma              | Me              | Gi              | Ve              | Sa              | Do              | Lu              | Ma              | Me              | Gi              | Ve              | Sa              | Do              | Lu              | Ma              | Me              | Gi              | Ve              |                 |
| Settembre       | Sa              | Do              | Lu              | Ma              | Me              | Gi              | Ve              | Sa              | Do              | Lu              | Ma              | Me              | Gi              | Ve              | Sa              | Do              | Lu              | Ma              | Me              | Gi              | Ve              | Sa              | Do              | Lu              | Ma              | Me              | Gi              | Ve              | Sa              | Do              |                 |                 |
| Ottobre         | Lu              | Ma              | Me              | Gi              | Ve              | Sa              | Do              | Lu              | Ma              | Me              | Gi              | Ve              | Sa              | Do              | Lu              | Ma              | Me              | Gi              | Ve              | Sa              | Do              | Lu              | Ma              | Me              | Gi              | Ve              | Sa              | Do              | Lu              | Ma              | Me              |                 |
| Novembre        | Gi              | Ve              | Sa              | Do              | Lu              | Ma              | Me              | Gi              | Ve              | Sa              | Do              | Lu              | Ma              | Me              | Gi              | Ve              | Sa              | Do              | Lu              | Ma              | Me              | Gi              | Ve              | Sa              | Do              | Lu              | Ma              | Me              | Gi              | Ve              |                 |                 |
| Dicembre        | Sa              | Do              | Lu              | Ma              | Me              | Gi              | Ve              | Sa              | Do              | Lu              | Ma              | Me              | Gi              | Ve              | Sa              | Do              | Lu              | Ma              | Me              | Gi              | Ve              | Sa              | Do              | Lu              | Ma              | Me              | Gi              | Ve              | Sa              | Do              | Lu              |                 |